# آلن اونز
آلن اونز (انگلیسی: Allan Evans؛ زادهٔ ۱۲ اکتبر ۱۹۵۶) بازیکن فوتبال اهل اسکاتلند بود.
از باشگاه‌هایی که در آن بازی کرده‌است می‌توان به باشگاه فوتبال استون ویلا، باشگاه فوتبال دانفرملین اتلتیک، باشگاه فوتبال لستر سیتی، و باشگاه فوتبال دارلینگتون اشاره کرد.
وی همچنین در تیم ملی فوتبال اسکاتلند بازی کرده‌است.